# Trigonotis apoensis
Trigonotis apoensis är en strävbladig växtart som beskrevs av Adolph Daniel Edward Elmer. Trigonotis apoensis ingår i släktet Trigonotis och familjen strävbladiga växter. Inga underarter finns listade i Catalogue of Life.